# Carlos Buono
Carlos Buono (Junín, 31 de agosto de 1942) es un compositor y bandoneonista argentino dedicado primordialmente a la música del tango.  
Por recomendación de Héctor Artola quien de gira en su pueblo natal lo escucha tocar a temprana edad, comienza a estudiar el bandoneón en Buenos Aires con Calixto Sallago y luego con Marcos Madrigal. Toca en los conjuntos de 
Dino Saluzzi, Osvaldo Tarantino, Mario Abramovich y Hamlet Greco. A partir del año 1978 se radica definitivamente en Buenos Aires.
Forma parte de la orquesta de Horacio Salgán, con quien realiza una primera gira a Japón en 1981.
Es considerado como un referente del tango argentino en el exterior.

## Composiciones
- Angelo, tango.
- Retrato de Nana, tango.
- Dos imágenes, grabado por Eduardo Rovira.
- Milonga para Batato.
- Cuando me visto de negro.
- Rubitango, junto a Ernesto Baffa.
- Taranta, dedicado a Osvaldo Tarantino.
- Cafferata, milonga.
- Los tontos felices.
- Los dueños del caño.

## Discografía
- 1994 CD De tangos, fueyes y cuerdas, Orquesta Carlos Buono, Melopea Discos, CDM093[3]
- Eternos tangos (en Brasil).
- Una noche en Buenos Aires (en Brasil).
- Rambla de madera.
- 2004 Cuando me visto de negro.
- 70 veces 7 (en Buenos Aires).
- Amigos (con Roberto Goyeneche),
- Maquillaje (con Adriana Varela).
- Grandes éxitos (con Adriana Varela).

## Reconocimientos
- Primer Premio en Música Original en el Festival Súper 8 de Brasil.[2]
- Personalidad destacada de la ciudad de Buenos Aires (2022), Legislatura de la ciudad.[4][5]